# Do I Dream
"Do I Dream" (tradução portuguesa: "Eu sonho?") foi a canção que representou a Irlanda no Festival Eurovisão da Canção 1973, interpretada em inglês por Maxi (nome verdadeiro: Irene McCoubrey). Foi a 14.ª canção a ser interpretada na noite do evento, a seguir à canção neerlandesa "De ouze muzikant", interpretada por Ben Cramer e antes da canção britânica "Power To All Our Friends", interpretada por Cliff Richard. A canção irlandesa terminou em décimo lugar, entre 17 países concorrentes) e obteve um total de 80 pontos.

## Autores
- Letrista: Jack Brierley, George F. Crosbie
- Compositor: Jack Brierley, George F. Crosbie
- Orquestrador: Colman Pearce

## Letra
A canção é cantada da perspetiva de uma jovem mulher cujo amante tinha confessado os seus sentimentos a ela. Ela pergunta lhe se ela não estará sonhando quando ela pensa do futuro  maravilhoso que eles terão juntos.